# Монтейру, Жамиру
Жамиру Грегори Монтейру Алваренга (порт. Jamiro Gregory Monteiro Alvarenga; 23 ноября 1993, Роттердам, Нидерланды) — кабо-вердианский футболист, полузащитник нидерландского клуб ПЕК Зволле и сборной Кабо-Верде.

## Карьера

### Клубная карьера
Монтейру начал профессиональную карьеру в клубе «Камбюр» в 2015 году. Во взрослом футболе дебютировал 19 сентября в матче против «Твенте». 6 октября подписал с «Камбюром» двухлетний контракт с опцией продления ещё на один год. 20 декабря в матче против «Эксельсиора» забил свой первый гол в карьере.
30 июня 2017 года Монтейру перешёл в «Хераклес Алмело» и подписал с клубом трёхлетний контракт с опцией продления ещё на один год. Дебютировал за «Хераклес» 12 августа в матче первого тура сезона 2017/18 против «Аякса». 16 сентября в матче против «ПЕК Зволле» забил свой первый гол за «Хераклес».
28 июля 2018 года Монтейру перешёл в клуб французской Лиги 2 «Мец», подписав трёхлетний контракт. Дебютировал за «гранатовых» 3 августа в матче против «Орлеана».
5 марта 2019 года Монтейру отправился в аренду в клуб американской лиги MLS «Филадельфия Юнион» на четыре месяца с опциями продления и выкупа. Пропустив более трёх недель из-за задержки международного трансферного сертификата, дебютировал за «Юнион» 30 марта в матче против «Цинциннати», в котором вышел на замену на 71-й минуте вместо Марко Фабиана. 20 апреля в матче против «Монреаль Импакт» забил свой первый гол за «Юнион», реализовав пенальти. 1 июня его аренда была продлена ещё на шесть месяцев. 10 января 2020 года «Филадельфия Юнион» выкупила Монтейру у «Меца» за $2 млн и подписала с ним трёхлетний контракт по правилу назначенного игрока с опцией продления ещё на один год. 14 апреля 2021 года в ответном матче ⅛ финала Лиги чемпионов КОНКАКАФ 2021 против коста-риканской «Саприссы» он забил два гола и отдал две голевые передачи. По итогам Лиги чемпионов КОНКАКАФ 2021 был включён в символическую сборную турнира.
14 февраля 2022 года Монтейру был обменян в «Сан-Хосе Эртквейкс» на $250 тыс. в общих распределительных средствах и место иностранного игрока, ещё до $200 тыс. в общих распределительных средствах могут быть выплачены в зависимости от показателей игрока. За «Эртквейкс» он дебютировал 26 февраля в матче стартового тура сезона 2022 против «Нью-Йорк Ред Буллз». 14 мая в матче против «Ванкувер Уайткэпс» забил свой первый гол за «Сан-Хосе». 18 мая в матче против «Портленд Тимберс» сделал дубль, за что был назван игроком недели в MLS. По окончании сезона 2023 «Сан-Хосе Эртквейкс» отклонил опцию продления контракта Монтейру.

### Международная карьера
За сборную Кабо-Верде Монтейру дебютировал 29 марта 2016 года в матче квалификации Кубка африканских наций 2017 против сборной Марокко. 7 октября 2021 года в матче квалификации чемпионата мира 2022 против сборной Либерии забил свой первый гол за сборную Кабо-Верде. Был включён в состав сборной на Кубок африканских наций 2021. Был включён в состав сборной на Кубок африканских наций 2023.

## Достижения
Командные
 «Филадельфия Юнион»
- Победитель регулярного чемпионата MLS: 2020

Индивидуальные
- Член символической сборной Лиги чемпионов КОНКАКАФ: 2021

## Статистика

### Клубная статистика
| Выступление        | Выступление      | Выступление      | Лига | Лига | Кубки | Кубки | Континент | Континент | Прочие | Прочие | Итого | Итого |
| Клуб               | Лига             | Сезон            | Игры | Голы | Игры  | Голы  | Игры      | Голы      | Игры   | Голы   | Игры  | Голы  |
| ------------------ | ---------------- | ---------------- | ---- | ---- | ----- | ----- | --------- | --------- | ------ | ------ | ----- | ----- |
| Камбюр             | Эредивизи        | 2015/16          | 20   | 2    | 0     | 0     | —         | —         | —      | —      | 20    | 2     |
| Камбюр             | Эрсте-дивизи     | 2016/17          | 36   | 4    | 5     | 2     | —         | —         | 2      | 0      | 43    | 6     |
| Камбюр             | Итого            | Итого            | 56   | 6    | 5     | 2     | —         | —         | 2      | 0      | 63    | 8     |
| Хераклес           | Эредивизи        | 2017/18          | 34   | 4    | 3     | 1     | —         | —         | —      | —      | 37    | 5     |
| Хераклес           | Итого            | Итого            | 34   | 4    | 3     | 1     | —         | —         | —      | —      | 37    | 5     |
| Мец                | Лига 2           | 2018/19          | 3    | 0    | 3     | 0     | —         | —         | —      | —      | 6     | 0     |
| Мец                | Итого            | Итого            | 3    | 0    | 3     | 0     | —         | —         | —      | —      | 6     | 0     |
| Филадельфия Юнион  | MLS              | 2019             | 26   | 4    | 1     | 0     | —         | —         | 2      | 0      | 29    | 4     |
| Филадельфия Юнион  | MLS              | 2020             | 22   | 3    | —     | —     | —         | —         | 4      | 1      | 26    | 4     |
| Филадельфия Юнион  | MLS              | 2021             | 27   | 2    | —     | —     | 5         | 2         | 2      | 0      | 34    | 4     |
| Филадельфия Юнион  | Итого            | Итого            | 75   | 9    | 1     | 0     | 5         | 2         | 8      | 1      | 89    | 12    |
| Сан-Хосе Эртквейкс | MLS              | 2022             | 31   | 4    | 2     | 0     | —         | —         | —      | —      | 33    | 4     |
| Сан-Хосе Эртквейкс | MLS              | 2023             | 28   | 1    | 1     | 0     | 1         | 0         | 1      | 0      | 31    | 1     |
| Сан-Хосе Эртквейкс | Итого            | Итого            | 59   | 5    | 3     | 0     | 1         | 0         | 1      | 0      | 64    | 5     |
| Всего за карьеру   | Всего за карьеру | Всего за карьеру | 227  | 24   | 15    | 3     | 6         | 2         | 11     | 1      | 259   | 30    |

1. ↑  В графу «Прочие» входят игры и голы в плей-офф Эредивизи — Эрсте-дивизи, плей-офф Кубка MLS и плей-офф Турнира MLS is Back.

### Международная статистика
| Команда    | Год   | Игры | Голы |
| ---------- | ----- | ---- | ---- |
| Кабо-Верде |       |      |      |
| 2016       | 3     | 0    |      |
| 2017       | 2     | 0    |      |
| 2019       | 2     | 0    |      |
| 2020       | 2     | 0    |      |
| 2021       | 7     | 1    |      |
| 2022       | 9     | 1    |      |
| 2023       | 7     | 1    |      |
| 2024       | 12    | 2    |      |
| Всего      | Всего | 44   | 5    |